# 第30回クリティクス・チョイス・アワード
第30回クリティクス・チョイス・アワード（30th Critics' Choice Awards）は、クリティクス・チョイス・アソシエーションが主催する映画賞及びテレビ賞。2024年の映画・テレビシリーズ作品を対象とし、カリフォルニア州サンタモニカ空港のバーカー・ハンガーで受賞作品が発表された。当初は2025年1月12日に授賞式が行われる予定だったが、同月7日に発生したロサンゼルス近郊の山火事の影響を受けて同月26日に開催が延期された。その後、開催日の再延期が発表され、2月7日に開催されることが発表された。授賞式の模様はE!で放送された後、翌日にはPeacockで配信される。授賞式の司会は前年に引き続きチェルシー・ハンドラーが務める。映画部門とテレビ部門のノミネート作品発表は別々に行われ、テレビ部門は2024年12月5日、映画部門は同月12日にそれぞれ発表された。
最多ノミネートは映画部門が『教皇選挙』『ウィキッド ふたりの魔女』の11部門であり、『デューン 砂の惑星PART2』『エミリア・ペレス』の10部門が続いた。テレビ部門では『SHOGUN 将軍』の6部門が最多であり、『アボット エレメンタリー』『ザ・ディプロマット』『ディスクレーマー 夏の沈黙』『Hacks』『THE PENGUIN-ザ・ペンギン-』『シェアハウス・ウィズ・ヴァンパイア』の4部門が続いた。最多受賞は映画部門が『エミリア・ペレス』『サブスタンス』『ウィキッド ふたりの魔女』の3部門であり、テレビ部門は『SHOGUN 将軍』の4部門となっている。

## 受賞結果

### 映画部門
| 作品賞 | 監督賞 |
| --- | --- |
| - 『ANORA アノーラ』 - 『ブルータリスト』 - 『名もなき者/A COMPLETE UNKNOWN』 - 『教皇選挙』 - 『デューン 砂の惑星PART2』 - 『エミリア・ペレス』 - 『Nickel Boys』 - 『シンシン/SING SING』 - 『サブスタンス』 - 『ウィキッド ふたりの魔女』 | - ジョン・M・チュウ - 『ウィキッド ふたりの魔女』 - ジャック・オーディアール - 『エミリア・ペレス』 - ショーン・ベイカー - 『ANORA アノーラ』 - エドワード・ベルガー - 『教皇選挙』 - ブラディ・コーベット - 『ブルータリスト』 - ラメル・ロス - 『Nickel Boys』 - ドゥニ・ヴィルヌーヴ - 『デューン 砂の惑星PART2』 |
| 主演男優賞 | 主演女優賞 |
| - エイドリアン・ブロディ - 『ブルータリスト』：ラースロー・トート - ティモシー・シャラメ - 『名もなき者/A COMPLETE UNKNOWN』：ボブ・ディラン - ダニエル・クレイグ - 『クィア/QUEER』：ウィリアム・リー - コールマン・ドミンゴ - 『シンシン/SING SING』：ジョン・ウィットフィールド - レイフ・ファインズ - 『教皇選挙』：トーマス・ローレンス枢機卿 - ヒュー・グラント - 『異端者の家』：リード | - デミ・ムーア - 『サブスタンス』：エリザベス - シンシア・エリヴォ - 『ウィキッド ふたりの魔女』：エルファバ・スロップ - カルラ・ソフィア・ガスコン - 『エミリア・ペレス』：エミリア・ペレス - マリアンヌ・ジャン＝バプティスト - 『Hard Truths』：パンシー - アンジェリーナ・ジョリー - 『Maria』：マリア・カラス - マイキー・マディソン - 『ANORA アノーラ』：アノーラ |
| 助演男優賞 | 助演女優賞 |
| - キーラン・カルキン - 『リアル・ペイン〜心の旅〜』：ベンジー・カプラン - ユーリー・ボリソフ - 『ANORA アノーラ』：イゴール - クラレンス・マクリン - 『シンシン/SING SING』：本人役 - エドワード・ノートン - 『名もなき者/A COMPLETE UNKNOWN』：ピート・シーガー - ガイ・ピアース - 『ブルータリスト』：ハリソン - デンゼル・ワシントン - 『グラディエーターII 英雄を呼ぶ声』：マクリヌス | - ゾーイ・サルダナ - 『エミリア・ペレス』：リタ・モーラ・カストロ - ダニエル・デッドワイラー - 『ピアノ・レッスン』：バーニース - アーンジャニュー・エリス - 『Nickel Boys』：ハティ・カーティス - アリアナ・グランデ - 『ウィキッド ふたりの魔女』：ガリンダ・アップランド - マーガレット・クアリー - 『サブスタンス』：スー - イザベラ・ロッセリーニ - 『教皇選挙』：シスター・アグニス |
| 若手俳優賞 | アンサンブル演技賞 |
| - メイジー・ステラ - 『マイ・オールド・アス 2人のワタシ』：エリオット - アリーラ・ブラウン - 『マッドマックス:フュリオサ』：フュリオサ - エリオット・ヘファーナン - 『ブリッツ ロンドン大空襲』：ジョージ - アイザック・ワン - 『Dìdi』：クリス・ワン - アリーシャ・ウィアー - 『アビゲイル』：アビゲイル - ゾーイ・ジグラー - 『Janet Planet』：レイシー | - 『教皇選挙』 - 『ANORA アノーラ』 - 『エミリア・ペレス』 - 『サタデー・ナイト/NYからライブ!』 - 『シンシン/SING SING』 - 『ウィキッド ふたりの魔女』 |
| 脚本賞 | 脚色賞 |
| - コラリー・ファルジャ - 『サブスタンス』 - ショーン・ベイカー - 『ANORA アノーラ』 - モーリッツ・バインダー、ティム・フェールバウム、アレックス・デヴィッド - 『セプテンバー5』 - ブラディ・コーベット、モナ・ファストヴォールド - 『ブルータリスト』 - ジェシー・アイゼンバーグ - 『リアル・ペイン〜心の旅〜』 - ジャスティン・クリツケス - 『チャレンジャーズ』 | - ピーター・ストローハン - 『教皇選挙』 - ジャック・オーディアール - 『エミリア・ペレス』 - ウィニー・ホルツマン、デイナ・フォックス - 『ウィキッド ふたりの魔女』 - グレッグ・クウェダー、クリント・ベントリー - 『シンシン/SING SING』 - ラメル・ロス、ジョスリン・ジョーンズ - 『Nickel Boys』 - ドゥニ・ヴィルヌーヴ、ジョン・スペイツ - 『デューン 砂の惑星PART2』 |
| 撮影賞 | 編集賞 |
| - ジェアリン・ブラシュケ - 『ノスフェラトゥ』 - アリス・ブルックス - 『ウィキッド ふたりの魔女』 - ロル・クローリー - 『ブルータリスト』 - ステファーヌ・フォンテーヌ - 『教皇選挙』 - グリーグ・フレイザー - 『デューン 砂の惑星PART2』 - ジョモ・フレイ - 『Nickel Boys』 | - マルコ・コスタ - 『チャレンジャーズ』 - ショーン・ベイカー - 『ANORA アノーラ』 - ニック・エマーソン - 『教皇選挙』 - ダーヴィド・ヤンチョ - 『ブルータリスト』 - ジョー・ウォーカー - 『デューン 砂の惑星PART2』 - ハンスヨルク・ヴァイスブリッヒ - 『セプテンバー5』 |
| 衣装デザイン賞 | 美術賞 |
| - ポール・タゼウェル - 『ウィキッド ふたりの魔女』 - リジー・クリストル - 『教皇選挙』 - リンダ・ミューア - 『ノスフェラトゥ』 - マッシモ・カンティーニ・パリーニ - 『Maria』 - ジャクリーン・ウェスト - 『デューン 砂の惑星PART2』 - ジャンティ・イェーツ、デイヴ・クロスマン - 『グラディエーターII 英雄を呼ぶ声』 | - ネイサン・クロウリー、リー・サンデルズ - 『ウィキッド ふたりの魔女』 - ジュディ・ベッカー - 『ブルータリスト』 - スージー・デイヴィス - 『教皇選挙』 - クレイグ・ラスロップ - 『ノスフェラトゥ』 - アーサー・マックス、ジル・アジス、エリ・グリフ - 『グラディエーターII 英雄を呼ぶ声』 - パトリス・ヴァーメット、シェーン・ヴィア - 『デューン 砂の惑星PART2』 |
| 作曲賞 | 歌曲賞 |
| - トレント・レズナー、アッティカス・ロス - 『チャレンジャーズ』 - フォルカー・ベルテルマン - 『教皇選挙』 - ダニエル・ブルームバーグ - 『ブルータリスト』 - クリス・バワーズ - 『野生の島のロズ』 - クレモン・デュコル、カミーユ - 『エミリア・ペレス』 - ハンス・ジマー - 『デューン 砂の惑星PART2』 | - 「El Mal」 - 『エミリア・ペレス』 - 「Beautiful That Way」 - 『The Last Showgirl』 - 「Compress/ Repress」 - 『チャレンジャーズ』 - 「Harper and Will Go West」 - 『ウィル&ハーパー』 - 「Kiss the Sky」 - 『野生の島のロズ』 - 「Mi Camino」 - 『エミリア・ペレス』 |
| ヘア&メイクアップ賞 | 視覚効果賞 |
| - ステファニー・ギヨン、フレデリック・アルゲロ、ピエール・オリヴィエ＝ペルサン - 『サブスタンス』 - クリスティン・ブランデル、レサ・ウォーレナー、ニール・スキャンラン - 『ビートルジュース ビートルジュース』 - ヘア&メイクアップチーム - 『デューン 砂の惑星PART2』 - フランシス・ハノン、サラ・ヌース、ローラ・ブラウント - 『ウィキッド ふたりの魔女』 - トレイシー・ローダー、スザンヌ・ストークス＝マントン、デヴィッド・ホワイト - 『ノスフェラトゥ』 - マイク・マリノ、サラ・グラールマン、アーロン・ソーシア - 『顔を捨てた男』 | - ポール・ランバート、スティーヴン・ジェームズ、リース・サルコム、ゲルト・ネフツァー - 『デューン 砂の惑星PART2』 - マーク・バコフスキー、ピエトロ・ポンティ、ニッキ・ペニー、ニール・コーボールド - 『グラディエーターII 英雄を呼ぶ声』 - パブロ・ヘルマン、ジョナサン・フォークナー、ポール・コーボールド、デイヴ・シルク - 『ウィキッド ふたりの魔女』 - ルーク・ミラー、デヴィッド・クレイトン、キース・ハーフト、ピーター・スタブス - 『BETTER MAN/ベター・マン』 - ブライアン・ジョーンズ、シェルヴィン・シャファーギ、ピエール・オリヴィエ＝ペルサン、ジャン・ミエル - 『サブスタンス』 - エリック・ウィンクイスト、スティーヴン・ウンターフランツ、ポール・ストーリー、ロドニー・バーク - 『猿の惑星/キングダム』 |
| コメディ映画賞 | アニメ映画賞 |
| - 『デッドプール&ウルヴァリン』 - 『リアル・ペイン〜心の旅〜』 - 『ヒットマン』 - 『マイ・オールド・アス 2人のワタシ』 - 『サタデー・ナイト/NYからライブ!』 - 『テルマがゆく! 93歳のやさしいリベンジ』 | - 『野生の島のロズ』 - 『Flow』 - 『インサイド・ヘッド2』 - 『かたつむりのメモワール』 - 『ウォレスとグルミット 仕返しなんてコワくない!』 |
| 外国語映画賞 | |
| - 『エミリア・ペレス』（ フランス） - 『私たちが光と想うすべて』（ インド） - 『Flow』（ ラトビア） - 『アイム・スティル・ヒア』（ ブラジル） - 『Kneecap』（ アイルランド） - 『聖なるイチジクの種』（ ドイツ） | |

### テレビ部門
| ドラマシリーズ作品賞 | ドラマシリーズ作品賞 |
| --- | --- |
| - 『SHOGUN 将軍』 - 『インタビュー・ウィズ・ヴァンパイア』 - 『The Day of the Jackal』 - 『ザ・ディプロマット』 - 『イーヴィル: 超常現象捜査ファイル』 - 『インダストリー』 - 『ザ・オールドマン〜元CIAの葛藤』 - 『窓際のスパイ』 | |
| ドラマシリーズ主演男優賞 | ドラマシリーズ主演女優賞 |
| - 真田広之 - 『SHOGUN 将軍』：吉井虎永 - ジェフ・ブリッジス - 『ザ・オールドマン〜元CIAの葛藤』：ダン・チェイス - チュティ・ガトゥ - 『ドクター・フー』：15代目ドクター - エディ・レッドメイン - 『The Day of the Jackal』：ジャッカル - ルーファス・シーウェル - 『ザ・ディプロマット』：ハル・ワイラー - アントニー・スター - 『ザ・ボーイズ』：ホームランダー | - キャシー・ベイツ - 『Matlock』：マデリン・"マティ"・マトロック - カトリーナ・バルフ - 『アウトランダー』：クレア・フレイザー - シャノラ・ハンプトン - 『FOUND ファウンド』：ガビ - キーラ・ナイトレイ - 『Black Doves』：ヘレン・ウェッブ - ケリー・ラッセル - 『ザ・ディプロマット』：ケイト・ワイラー - アンナ・サワイ - 『SHOGUN 将軍』：戸田鞠子 |
| ドラマシリーズ助演男優賞 | ドラマシリーズ助演女優賞 |
| - 浅野忠信 - 『SHOGUN 将軍』：樫木藪重 - マイケル・エマーソン - 『イーヴィル: 超常現象捜査ファイル』：リーランド・タウンゼント - マーク＝ポール・ゴセラー - 『FOUND ファウンド』：ヒュー・エヴァンス - 平岳大 - 『SHOGUN 将軍』：石堂和成 - ジョン・リスゴー - 『ザ・オールドマン〜元CIAの葛藤』：ハロルド・ハーパー - サム・リード - 『インタビュー・ウィズ・ヴァンパイア』：レスタト・デ・リオンコート                                                                    | - 穂志もえか - 『SHOGUN 将軍』：宇佐見藤 - アリソン・ジャネイ - 『ザ・ディプロマット』：グレース・ペン - ニコール・キッドマン - 『Lioness』：ケイトリン・ミード - スカイ・P・マーシャル - 『Matlock』：オリンピア・ローレンス - アンナ・サワイ - 『パチンコ - Pachinko』：直美 - フィオナ・ショウ - 『バッド・シスターズ』：アンジェリカ |
| コメディシリーズ作品賞 | |
| - 『Hacks』 - 『アボット エレメンタリー』 - 『イングリッシュ・ティーチャー』 - 『こんなのみんなイヤ!』 - 『マーダーズ・イン・ビルディング』 - 『サムバディ・サムウェア』 - 『St. Denis Medical』 - 『シェアハウス・ウィズ・ヴァンパイア』 | |
| コメディシリーズ主演男優賞 | コメディシリーズ主演女優賞 |
| - アダム・ブロディ - 『こんなのみんなイヤ!』：ノア - ブライアン・ジョーダン・アルバレス - 『イングリッシュ・ティーチャー』：エヴァン・マルケス - デヴィッド・アラン・グリア - 『St. Denis Medical』：ロン - スティーヴ・マーティン - 『マーダーズ・イン・ビルディング』：チャールズ＝ヘイデン・サベージ - ケイヴァン・ノヴァク - 『シェアハウス・ウィズ・ヴァンパイア』：ナンドル - マーティン・ショート - 『マーダーズ・イン・ビルディング』：オリバー・パトナム           | - ジーン・スマート - 『Hacks』：デボラ・ヴァンス - クリスティン・ベル - 『こんなのみんなイヤ!』：ジョアンヌ - キンタ・ブランソン - 『アボット エレメンタリー』：ジャニン・ティーグズ - ナターシャ・ディミトリウ - 『シェアハウス・ウィズ・ヴァンパイア』：ナージャ - ブリジット・エヴァレット - 『サムバディ・サムウェア』 - サム - クリステン・ウィグ - 『パーム・ロワイヤル』：マキシーン・デラコート・シモンズ                                           |
| コメディシリーズ助演男優賞 | コメディシリーズ助演女優賞 |
| - マイケル・ユーリー - 『シュリンキング:悩めるセラピスト』：ブライアン - ポール・W・ダウンズ - 『Hacks』：ジミー・ルサク・ジュニア - アッシャー・グロッドマン - 『Ghosts』：トレヴァー・レフコウィッツ - ハーヴィー・ギレン - 『シェアハウス・ウィズ・ヴァンパイア』：ギレルモ・デ・ラ・クルス - ブランドン・スコット・ジョーンズ - 『Ghosts』：アイザック・ヒギントート - タイラー・ジェームズ・ウィリアムズ - 『アボット エレメンタリー』：グレゴリー・エディ             | - ハンナ・エインビンデル - 『Hacks』：エヴァ・ダニエルズ - ライザ・コロン＝ザヤス - 『一流シェフのファミリーレストラン』：ティナ - ジャネル・ジェームズ - 『アボット エレメンタリー』：エヴァ・コールマン - ステファニー・コーニッグ - 『イングリッシュ・ティーチャー』：グウェン・サンダース - パティ・ルポーン - 『アガサ・オール・アロング』：リリア・コルデルー - アニー・ポッツ - 『ヤング・シェルドン』：コニー                                       |
| リミテッドシリーズ作品賞 | テレビ映画作品賞 |
| - 『Baby Reindeer』 - 『ディスクレーマー 夏の沈黙』 - 『マスターズ・オブ・ザ・エアー』 - 『ミスター・ベイツvsポストオフィス』 - 『THE PENGUIN-ザ・ペンギン-』 - 『リプリー』 - 『TRUE DETECTIVE』 - 『私たちは幸運だった』 | - 『レベル・リッジ』 - 『The Great Lillian Hall』 - 『ワッツ・インサイド』 - 『Música』 - 『わたしの心のなか』 - 『V/H/S/Beyond』 |
| テレビ映画/リミテッドシリーズ主演男優賞 | テレビ映画/リミテッドシリーズ主演女優賞 |
| - コリン・ファレル - 『THE PENGUIN-ザ・ペンギン-』：オズワルド・“オズ”・コブ / ペンギン - リチャード・ガッド - 『私のトナカイちゃん』：ドニー - トム・ホランダー - 『Feud: Capote vs. The Swans』：トルーマン・カポーティ - ケヴィン・クライン - 『ディスクレーマー 夏の沈黙』：スティーヴン・ブリッグストック - ユアン・マクレガー - 『モスクワの伯爵』：アレクサンダー・ロストフ伯爵 - アンドリュー・スコット - 『リプリー』：トム・リプリー                              | - クリスティン・ミリオティ - 『THE PENGUIN-ザ・ペンギン-』：ソフィア・ファルコーネ - ケイト・ブランシェット - 『ディスクレーマー 夏の沈黙』：キャサリン・レイヴンズクロフト - ジョディ・フォスター - 『TRUE DETECTIVE』：リズ・ダンヴァース - ジェシカ・ラング - 『The Great Lillian Hall』：リリアン・ホール - フィービー＝レイ・テイラー - 『わたしの心のなか』：メロディ・ブルックス - ナオミ・ワッツ - 『Feud: Capote vs. The Swans』：ベーブ・ペイリー |
| テレビ映画/リミテッドシリーズ助演男優賞 | テレビ映画/リミテッドシリーズ助演女優賞 |
| - リーヴ・シュレイバー - 『理想のふたり』：タグ・ウィンバリー - ロバート・ダウニー・ジュニア - 『The Sympathizer』：クロード/ロバート・ハマー/ネッド・ゴドウィン/ニコ・ダミアノス/プリースト - ヒュー・グラント - 『The Regime』：エドワード・キプリンガー - ロン・シーファス・ジョーンズ - 『ジーニアス』：イライジャ・ムハンマド - ローガン・ラーマン - 『私たちは幸運だった』：エディ - トリート・ウィリアムズ - 『Feud: Capote vs. The Swans』：ウィリアム・S・ペイリー | - ジェシカ・ガニング - 『私のトナカイちゃん』：マルタ - ダコタ・ファニング - 『リプリー』： マージ・シャーウッド - レイラ・ジョージ - 『ディスクレーマー 夏の沈黙』：青年期のキャサリン・レイヴンズクロフト - ベティ・ギルピン - 『Three Women』：リナ - ディードル・オコンネル - 『THE PENGUIN-ザ・ペンギン-』：フランシス・コブ - カーリー・レイス - 『TRUE DETECTIVE』：エヴァンジェリン・ナヴァロ                                                       |
| アニメシリーズ作品賞 | 外国語シリーズ作品賞 |
| - 『X-MEN '97』 - 『バットマン:マントの戦士』 - 『ブルーイ』 - 『ボブズ・バーガーズ』 - 『インビジブル〜無敵のヒーロー〜』 - 『ザ・シンプソンズ』 | - 『イカゲーム』（ 韓国） - 『アカプルコ』（ アメリカ合衆国） - 『シタデル ハニー バニー』（ インド） - 『La Máquina』（ メキシコ・ アメリカ合衆国） - 『The Law According to Lidia Poët』（ イタリア） - 『マイ・ブリリアント・フレンド』（ イタリア・ アメリカ合衆国） - 『パチンコ - Pachinko』（ アメリカ合衆国） - 『セナ』（ ブラジル） |
| トーク番組賞 | コメディ特別賞 |
| - 『John Mulaney Presents: Everybody's in LA』 - 『ザ・デイリー・ショー』 - 『グレアム・ノートン・ショー』 - 『Hot Ones』 - 『ケリー・クラークソン・ショー』 - 『ザ・レイト・ショー・ウィズ・スティーヴン・コルベア』 | - アリ・ウォン - 『Single Lady』 - ジム・ガフィガン - 『The Skinny』 - ケヴィン・ジェームズ - 『Irregardless』 - ニッキー・グレイザー - 『Someday You'll Die』 - レイチェル・ブルーム - 『Death, Let Me Do My Special』 - ラミー・ユセフ - 『More Feelings』 |

## 映画部門の統計
| 作品                                | 数 |
| ----------------------------------- | -- |
| 『教皇選挙』                        | 11 |
| 『ウィキッド ふたりの魔女』         | 11 |
| 『デューン 砂の惑星PART2』          | 10 |
| 『エミリア・ペレス』                | 10 |
| 『ブルータリスト』                  | 9  |
| 『ANORA アノーラ』                  | 7  |
| 『サブスタンス』                    | 7  |
| 『シンシン/SING SING』              | 5  |
| 『Nickel Boys』                     | 5  |
| 『チャレンジャーズ』                | 4  |
| 『グラディエーターII 英雄を呼ぶ声』 | 4  |
| 『ノスフェラトゥ』                  | 4  |
| 『名もなき者/A COMPLETE UNKNOWN』   | 3  |
| 『リアル・ペイン〜心の旅〜』        | 3  |
| 『野生の島のロズ』                  | 3  |
| 『Flow』                            | 2  |
| 『Maria』                           | 2  |
| 『サタデー・ナイト/NYからライブ!』  | 2  |

| 作品                         | 数 |
| ---------------------------- | -- |
| 『エミリア・ペレス』         | 3  |
| 『サブスタンス』             | 3  |
| 『ウィキッド ふたりの魔女』  | 3  |
| 『チャレンジャーズ』         | 2  |
| 『教皇選挙』                 | 2  |
| 『リアル・ペイン〜心の旅〜』 | 2  |

## テレビ部門の統計
| 作品                                   | 放送局     | ジャンル   | 数 |
| -------------------------------------- | ---------- | ---------- | -- |
| 『SHOGUN 将軍』                        | FX / Hulu  | ドラマ     | 6  |
| 『アボット エレメンタリー』            | ABC        | コメディ   | 4  |
| 『ザ・ディプロマット』                 | Netflix    | ドラマ     | 4  |
| 『ディスクレーマー 夏の沈黙』          | Apple TV+  | リミテッド | 4  |
| 『Hacks』                              | HBO / Max  | コメディ   | 4  |
| 『THE PENGUIN-ザ・ペンギン-』          | HBO / Max  | リミテッド | 4  |
| 『シェアハウス・ウィズ・ヴァンパイア』 | FX         | コメディ   | 4  |
| 『私のトナカイちゃん』                 | Netflix    | リミテッド | 3  |
| 『イングリッシュ・ティーチャー』       | FX         | コメディ   | 3  |
| 『Feud: Capote vs. The Swans』         | FX         | リミテッド | 3  |
| 『こんなのみんなイヤ!』                | Netflix    | コメディ   | 3  |
| 『ザ・オールドマン〜元CIAの葛藤』      | FX         | ドラマ     | 3  |
| マーダーズ・イン・ビルディング         | Hulu       | コメディ   | 3  |
| 『リプリー』                           | Netflix    | リミテッド | 3  |
| 『TRUE DETECTIVE』                     | HBO / Max  | リミテッド | 3  |
| 『インタビュー・ウィズ・ヴァンパイア』 | AMC        | ドラマ     | 2  |
| 『The Day of the Jackal』              | Peacock    | ドラマ     | 2  |
| 『イーヴィル: 超常現象捜査ファイル』   | Paramount+ | ドラマ     | 2  |
| 『FOUND ファウンド』                   | NBC        | ドラマ     | 2  |
| 『Ghosts』                             | CBS        | コメディ   | 2  |
| 『The Great Lillian Hall』             | HBO / Max  | テレビ映画 | 2  |
| 『Matlock』                            | CBS        | ドラマ     | 2  |
| 『わたしの心のなか』                   | Disney+    | テレビ映画 | 2  |
| 『パチンコ - Pachinko』                | Apple TV+  | ドラマ     | 2  |
| 『サムバディ・サムウェア』             | HBO / Max  | コメディ   | 2  |
| 『St. Denis Medical』                  | NBC        | コメディ   | 2  |
| 『私たちは幸運だった』                 | Hulu       | リミテッド | 2  |

| 作品                          | 放送局    | ジャンル   | 数 |
| ----------------------------- | --------- | ---------- | -- |
| 『SHOGUN 将軍』               | FX / Hulu | ドラマ     | 4  |
| 『Hacks』                     | HBO / Max | コメディ   | 3  |
| 『私のトナカイちゃん』        | Netflix   | リミテッド | 2  |
| 『THE PENGUIN-ザ・ペンギン-』 | HBO / Max | リミテッド | 2  |